# ليونور ميخائيلس
ليونور ميخائيلس (بالألمانية: Leonor Michaelis )‏ (و. 1875 – 1949 م) هو عالم كيمياء حيوية، وطبيب، وكيميائي، وأستاذ جامعي من ألمانيا، والولايات المتحدة، ولد في برلين، كان عضوًا في الأكاديمية الألمانية للعلوم ليوبولدينا، توفي في نيويورك، عن عمر يناهز 74 عاماً.

## التعليم
تعلم في جامعة هومبولت في برلين، وKöllnisches Gymnasium ‏.

## روابط خارجية
- ليونور ميخائيلس على موقع الموسوعة البريطانية (الإنجليزية)